# AD Portuguesa
Az Associação Portuguesa de Desportos, röviden Portuguesa, labdarúgócsapatát 1920. augusztus 14-én hozták létre a brazíliai São Paulo városában. A Paulista állami bajnokságban és az országos bajnokság harmadosztályának küzdelmeiben vesz részt.

## Sikerlista

### Állami
- 3-szoros Paulista bajnok: 1935, 1936, 1973